# Calamagrostis pavlovii
Calamagrostis pavlovii là một loài thực vật có hoa trong họ Hòa thảo. Loài này được (Roshev.) Roshev. mô tả khoa học đầu tiên năm 1931 publ. 1932.